# Saltos ornamentais nos Jogos Olímpicos de Verão de 2008 - Trampolim 3 m individual masculino
A competição do trampolim de 3 m individual masculino dos saltos ornamentais nos Jogos Olímpicos de Verão de 2008 foi realizada nos dias 18 e 19 de agosto no Centro Aquático Nacional de Pequim.
A competição de saltos ornamentais é composta de 3 fases. Na primeira, os 29 atletas executam seis saltos. O 18 atletas mais bem colocados se classificam para as semifinais. Novamente, cada atleta executa seis saltos e os 12 mais bem colocados avançam para as finais. A cada nova fase, os resultados da fase anterior são desconsiderados. Nas finais, os atletas executam mais seis saltos.
Cada salto é avaliado por sete juízes, com notas de zero a dez e incremento de meio (0,5) ponto. A pontuação abaixo de 7,0 e acima de 9,5 são raros. Dessas sete notas, são descartadas a nota mais baixa e a mais alta. As demais notas são somadas, multiplicadas por 0,6 e depois multiplicada pelo grau de dificuldade do salto. Este é o valor atribuído ao salto.

## Calendário
| Agosto                      | Agosto | 6 | 7 | 8 | 9 | 10 | 11 | 12 | 13 | 14 | 15 | 16 | 17 | 18 | 19 | 20 | 21 | 22 | 23 | 24 |
| --------------------------- | ------ | - | - | - | - | -- | -- | -- | -- | -- | -- | -- | -- | -- | -- | -- | -- | -- | -- | -- |
| Trampolim 3m ind. masculino |        |   |   |   |   |    |    |    |    |    |    |    |    | P  | F  |    |    |    |    |    |

|  | Dia de competição |  | Dia de final |

## Medalhistas
| Ouro   | CHN He Chong           |
| Prata  | CAN Alexandre Despatie |
| Bronze | CHN Qin Kai            |

## Resultados

### Preliminar
Esses foram os resultados da fase preliminar:
| Posição | Atleta                     | Saltos | Saltos | Saltos | Saltos | Saltos | Saltos | Total  |
| Posição | Atleta                     | 1      | 2      | 3      | 4      | 5      | 6      | Total  |
| ------- | -------------------------- | ------ | ------ | ------ | ------ | ------ | ------ | ------ |
| 1       | CHN He Chong               | 85,25  | 67,50  | 75,25  | 96,90  | 91,80  | 98,80  | 515,50 |
| 2       | CHN Qin Kai                | 80,60  | 72,00  | 85,00  | 89,25  | 81,60  | 94,50  | 502,95 |
| 3       | MEX Yahel Castillo         | 73,50  | 79,05  | 67,50  | 82,25  | 94,50  | 83,85  | 480,65 |
| 4       | RUS Dmitry Sautin          | 81,00  | 79,05  | 74,80  | 78,00  | 78,00  | 84,00  | 474,85 |
| 5       | FIN Joona Puhakka          | 74,40  | 69,00  | 76,50  | 87,50  | 83,30  | 78,75  | 469,45 |
| 6       | AUS Robert Newbery         | 74,40  | 67,50  | 76,50  | 84,00  | 82,25  | 80,50  | 465,15 |
| 7       | USA Chris Colwill          | 67,50  | 72,85  | 81,60  | 74,80  | 84,00  | 84,00  | 464,75 |
| 8       | UKR Illya Kvasha           | 77,50  | 73,50  | 82,25  | 76,50  | 72,00  | 79,90  | 461,65 |
| 9       | CAN Alexandre Despatie     | 76,50  | 80,60  | 54,25  | 89,25  | 66,30  | 86,70  | 453,60 |
| 10      | JPN Ken Terauchi           | 75,00  | 85,00  | 76,50  | 69,00  | 79,05  | 68,25  | 452,80 |
| 11      | GER Patrick Hausding       | 75,95  | 78,75  | 63,00  | 75,25  | 72,00  | 86,70  | 451,65 |
| 12      | USA Troy Dumais            | 63,00  | 83,70  | 83,30  | 71,40  | 68,25  | 78,75  | 448,40 |
| 13      | CAN Reuben Ross            | 77,50  | 64,75  | 73,50  | 63,00  | 79,90  | 87,50  | 446,15 |
| 14      | COL Juan Guillermo Urán    | 75,00  | 75,95  | 70,00  | 72,00  | 77,00  | 73,10  | 443,05 |
| 15      | AUS Matthew Mitcham        | 78,75  | 64,75  | 61,20  | 74,40  | 75,00  | 85,75  | 439,85 |
| 16      | GER Pavlo Rozenberg        | 77,00  | 76,50  | 79,50  | 47,25  | 77,00  | 74,40  | 431,65 |
| 17      | RUS Aleksandr Dobroskok    | 85,75  | 72,85  | 63,00  | 50,75  | 74,80  | 84,00  | 431,15 |
| 18      | ITA Nicola Marconi         | 76,50  | 69,75  | 71,40  | 66,00  | 72,00  | 75,25  | 430,90 |
| 19      | CUB Jorge Betancourt       | 66,65  | 81,60  | 66,00  | 67,50  | 70,00  | 76,50  | 428,25 |
| 20      | ESP Javier Illana          | 74,40  | 76,50  | 70,50  | 72,00  | 67,50  | 63,00  | 423,90 |
| 21      | VEN Ramon Fumado Rodríguez | 72,00  | 74,40  | 64,75  | 67,50  | 69,00  | 71,40  | 419,05 |
| 22      | AUT Constantin Blaha       | 69,75  | 66,30  | 58,50  | 67,50  | 73,50  | 72,00  | 407,55 |
| 23      | UKR Yuriy Shlyakhov        | 67,50  | 71,30  | 70,95  | 52,50  | 68,00  | 74,80  | 405,05 |
| 24      | BRA César Castro           | 66,00  | 72,85  | 76,50  | 66,00  | 72,00  | 47,25  | 400,60 |
| 25      | BEL Sergei Kuchmasov       | 69,75  | 57,00  | 63,00  | 64,75  | 73,50  | 71,40  | 399,40 |
| 26      | GBR Benjamin Swain         | 71,30  | 63,00  | 51,00  | 60,00  | 77,00  | 68,00  | 390,30 |
| 27      | CUB Jorge Pupo             | 72,85  | 63,00  | 78,75  | 72,00  | 63,00  | 39,10  | 388,70 |
| 28      | ITA Tommaso Marconi        | 72,00  | 57,35  | 43,50  | 64,50  | 73,50  | 49,30  | 360,15 |
| 29      | KOR Son Seongchel          | 72,00  | 42,00  | 63,00  | 51,15  | 72,00  | 53,20  | 353,35 |

### Semifinal
A ordem de salto da semifinal é a inversa a classificação, ou seja, o 18º classificado será o 1º a saltar e o 1º classificado o último a saltar. Esses foram os resultados da semifinal:
| Posição | Atleta                  | Saltos | Saltos | Saltos | Saltos | Saltos | Saltos | Total  |
| Posição | Atleta                  | 1      | 2      | 3      | 4      | 5      | 6      | Total  |
| ------- | ----------------------- | ------ | ------ | ------ | ------ | ------ | ------ | ------ |
| 1       | CHN He Chong            | 83,70  | 79,50  | 92,75  | 96,90  | 91,80  | 102,60 | 547,25 |
| 2       | CAN Alexandre Despatie  | 81,00  | 79,05  | 89,25  | 89,25  | 88,40  | 91,80  | 518,75 |
| 3       | CHN Qin Kai             | 77,50  | 82,50  | 83,30  | 84,00  | 86,70  | 94,50  | 508,50 |
| 4       | MEX Yahel Castillo      | 76,50  | 83,70  | 66,00  | 82,25  | 92,75  | 103,35 | 504,55 |
| 5       | GER Patrick Hausding    | 79,05  | 85,75  | 76,50  | 84,00  | 75,00  | 81,60  | 481,90 |
| 6       | USA Chris Colwill       | 75,00  | 74,40  | 79,90  | 71,40  | 85,75  | 94,50  | 480,95 |
| 7       | JPN Ken Terauchi        | 78,00  | 83,30  | 76,50  | 67,50  | 83,70  | 89,25  | 478,25 |
| 8       | RUS Dmitry Sautin       | 78,00  | 79,05  | 74,80  | 76,50  | 84,00  | 84,00  | 476,35 |
| 9       | COL Juan Guillermo Urán | 70,50  | 75,95  | 84,00  | 78,00  | 82,25  | 78,20  | 468,90 |
| 10      | USA Troy Dumais         | 78,00  | 83,70  | 81,60  | 81,60  | 70,00  | 68,25  | 463,15 |
| 11      | AUS Robert Newbery      | 77,50  | 72,00  | 81,60  | 63,00  | 87,50  | 78,75  | 460,35 |
| 12      | GER Pavlo Rozenberg     | 84,00  | 51,00  | 76,50  | 91,00  | 80,50  | 71,30  | 454,30 |
| 13      | FIN Joona Puhakka       | 74,40  | 76,50  | 72,00  | 75,25  | 66,30  | 87,50  | 451,95 |
| 14      | ITA Nicola Marconi      | 72,00  | 77,50  | 83,30  | 72,00  | 64,50  | 75,25  | 444,55 |
| 15      | UKR Illya Kvasha        | 75,95  | 75,25  | 61,25  | 81,60  | 69,00  | 76,50  | 439,55 |
| 16      | AUS Matthew Mitcham     | 66,50  | 75,25  | 56,10  | 72,85  | 78,00  | 78,75  | 427,45 |
| 17      | RUS Aleksandr Dobroskok | 78,75  | 62,00  | 76,50  | 64,75  | 42,50  | 87,50  | 412,00 |
| 18      | CAN Reuben Ross         | 66,65  | 57,75  | 78,75  | 73,50  | 52,70  | 66,50  | 395,85 |

### Final
Esses foram os resultados da final:
| Posição | Atleta                  | Preliminar | Preliminar | Semifinal | Semifinal | Saltos | Saltos | Saltos | Saltos | Saltos | Saltos | Total  |
| Posição | Atleta                  | Pontos     | Pos.       | Pontos    | Pos.      | 1      | 2      | 3      | 4      | 5      | 6      | Total  |
| ------- | ----------------------- | ---------- | ---------- | --------- | --------- | ------ | ------ | ------ | ------ | ------ | ------ | ------ |
|         | CHN He Chong            | 515,50     | 1          | 547,25    | 1         | 91,45  | 85,50  | 99,75  | 98,60  | 96,90  | 100,70 | 572,90 |
|         | CAN Alexandre Despatie  | 453,60     | 9          | 518,75    | 2         | 82,50  | 86,80  | 89,25  | 94,50  | 86,70  | 96,90  | 536,65 |
|         | CHN Qin Kai             | 502,95     | 2          | 508,50    | 3         | 80,60  | 85,50  | 86,70  | 87,50  | 91,80  | 98,00  | 530,10 |
| 4       | RUS Dmitry Sautin       | 474,85     | 4          | 476,35    | 8         | 81,00  | 86,80  | 81,60  | 81,00  | 82,50  | 99,75  | 512,65 |
| 5       | GER Pavlo Rozenberg     | 431,65     | 16         | 454,30    | 12        | 84,00  | 81,60  | 73,50  | 87,50  | 89,25  | 69,75  | 485,60 |
| 6       | USA Troy Dumais         | 448,40     | 12         | 463,15    | 10        | 73,50  | 83,70  | 91,80  | 76,50  | 57,75  | 89,25  | 472,50 |
| 7       | MEX Yahel Castillo      | 480,65     | 3          | 504,55    | 4         | 76,50  | 75,95  | 61,50  | 77,00  | 89,25  | 81,90  | 462,10 |
| 8       | GER Patrick Hausding    | 451,65     | 11         | 481,90    | 5         | 80,60  | 68,25  | 76,50  | 80,50  | 78,00  | 78,20  | 462,05 |
| 9       | AUS Robert Newbery      | 465,15     | 6          | 460,35    | 11        | 79,05  | 67,50  | 76,50  | 73,50  | 87,50  | 77,00  | 461,05 |
| 10      | COL Juan Guillermo Urán | 443,05     | 14         | 468,90    | 9         | 73,50  | 77,50  | 71,75  | 76,50  | 78,75  | 76,50  | 454,50 |
| 11      | JPN Ken Terauchi        | 452,80     | 10         | 478,25    | 7         | 76,50  | 85,00  | 76,50  | 49,00  | 69,75  | 85,75  | 442,50 |
| 12      | USA Chris Colwill       | 464,75     | 7          | 480,95    | 6         | 72,00  | 74,40  | 63,00  | 69,70  | 80,50  | 66,30  | 425,90 |